# Coco Norén
Coco Norén, född 15 juli 1968, är en svensk språkvetare och professor i franska på institutionen för moderna språk vid Uppsala universitet.
Coco Norén disputerade 1999 med avhandlingen Reformulation et conversation : De la sémantique du topos aux fonctions interactionnelles och blev docent 2005. Hennes forskning handlar om argumentativa och polyfona markörer utifrån ett semantisk-pragmatiskt textperspektiv. Den teoriramen har använts för att analysera särdrag i olika typer av diskurs som informella samtal, mediafranska och franskspråkiga Europaparlamentarikernas argumentation.

## Anställningar
- Professor i franska, Uppsala universitet (2011)
- Akademiforskare, Kungl. Vitterhetsakademien (2008–2013)
- Utbildningsledare, Kansliet för humaniora och samhällsvetenskap (2006–2008)
- Forskare Torgny Segerstedt Pro Futura, SCAS Swedish Collegium for Advanced Study (2002–2008)

## Förtroendeuppdrag
- Inspektor för Stockholms Nation (2024–)
- Prorektor, Uppsala universitet (2021–)
- Dekan för Språkvetenskapliga fakulteten (2014–2020)
- Studierektor för forskarutbildningen, Institutionen för moderna språk (2004–2005)
- Studierektor för grundutbildning och forskarutbildning, Institutionen för lingvistik (2001–2004)

## Artiklar (urval)
- Norén, C. & Josserand, J.F. (soumis). Intervention et compte rendu du débat parlementaire européen- une question de diamésie ? Studia Neophilologica
- Norén, C., Melander, B., Josserand, J. & L. Nyroos (soumis). "Röster i samspel och konflikt. Den Europaparlamentariska debattens textpolyfoni". Langage et société, temanummer Reuter, H. (red.) Le Nord en français : traduction, interprétation, interculturalité.Mo
- Nyroos, L., Josserand, J. & C. Norén (2013). »Plenum är som Twitter» – svenska delegaternas syn på inlägg i Europaparlamentet. Språk & Stil 23.  (ISSN 1101-1165)
- Norén, C. (2013). Doing politics or doing media? – A linguistic approach to European parliamentary debate. Fløttum, K. (ed.), Speaking of Europe.Approaches to complexity in European political discourse. Amsterdam: John Benjamins. 43-64.
- Norén, C. (2012). Increasing argumentative force in parliamentary debate. The example of surtout (‘above all’). Liliana Ionescu-Ruxăndoiu (ed.) Parliamentary Discourses across Cultures: Interdisciplinary Approaches, Cambridge Scholars Publishing. 91-104.
- Norén, C. (2006). Vem är 'on'? Tredje personen i polyfoniteorin. Therkelsen, R. (éd.) Sprogligt polyfoninetverk. Roskilde: Roskilde Samfundslitteratur. 99-117.
- Andersson, B., Andersson, C., Norberg, U. & C. Norén (2005). "När jag får min lön, tänker min fru köpa en ny hatt." Granskning av övningsmaterialen i Franska A och Tyska A ur ett genusperspektiv. Rapport med stöd från Uppsala universitets jämställdhetsenhet. Uppsala: Universitetstryckeriet.